# Kishindih (huyện)
Kishindih là một huyện thuộc tỉnh Balkh, Afghanistan. Dân số thời điểm năm 1999 là 61,397 người.